# Leucospis conicus
Leucospis conicus is een vliesvleugelig insect uit de familie Leucospidae. De wetenschappelijke naam is voor het eerst geldig gepubliceerd in 1802 door Schrank.